# کلیسای جامع سنت ماری (آماریلو، تگزاس)
کلیسای جامع سنت ماری یک کلیسای جامع کاتولیک واقع در آماریلو، تگزاس، ایالات متحده است. این کلیسا از سال ۲۰۱۱ مقر اسقف‌نشین آماریلو بوده‌است.